# Alexandre Heimovits
Alexandre Heimovits (né le 1er juin 1900 à Hajdúhadház et mort déporté mars 1945 au camp de Mauthausen) est un peintre franco-polonais.
Issu d'un petit village proche de Budapest, le père de l'artiste, Jacob Heimovits travaille dans le commerce du grain. La famille s'installe à Nagyvárad. Alexandre Heimovits étudie la peinture aux Beaux-arts de Budapest et adoptera une démarche abstraite. Il arrive à Paris en 1933.